# Centrala distriktet

Centrala distriktet inom Israel.

Centrala distriktet är Israels mest tätbefolkade distrikt efter Tel-Aviv-distriktet. Området är centrum för Israels ekonomiska verksamhet. I distriktet ligger flera viktiga städer varav åtskilliga grundats under de första sionistiska immigratonsvågorna, som exempelvis Rechovot.